# Asplundianthus
Asplundianthus, rod glavočika iz podtribusa Critoniinae, dio tribusa Eupatorieae.

## Opis
Rod Asplundianthus uključuje 10-tak drvenastih vrsta koje se javljaju od Kolumbije do Perua u sjevernoj regiji Anda u Južnoj Americi. Rod se razlikuje po svojim cipselama koje su gole ili gotovo gole, u kombinaciji s papusom brojnih čekinja i golim stilovima

## Vrste
1. Asplundianthus arcuans (B.L.Rob.) R.M.King & H.Rob.
2. Asplundianthus densus (Benth.) R.M.King & H.Rob.
3. Asplundianthus pseudoglomeratus (Hieron. ex Sodiro) R.M.King & H.Rob.
4. Asplundianthus pseudostuebelii R.M.King & H.Rob.
5. Asplundianthus sagasteguii R.M.King & H.Rob.
6. Asplundianthus scabrifolius (B.L.Rob.) R.M.King & H.Rob.
7. Asplundianthus smilacinoides H.Rob.
8. Asplundianthus smilacinus (Kunth) R.M.King & H.Rob.
9. Asplundianthus stuebelii (Hieron.) R.M.King & H.Rob.
10. Asplundianthus toroi (B.L.Rob.) R.M.King & H.Rob.
11. Asplundianthus trachyphyllus (Hieron.) R.M.King & H.Rob.